# Condições meteorológicas de voo por instrumentos

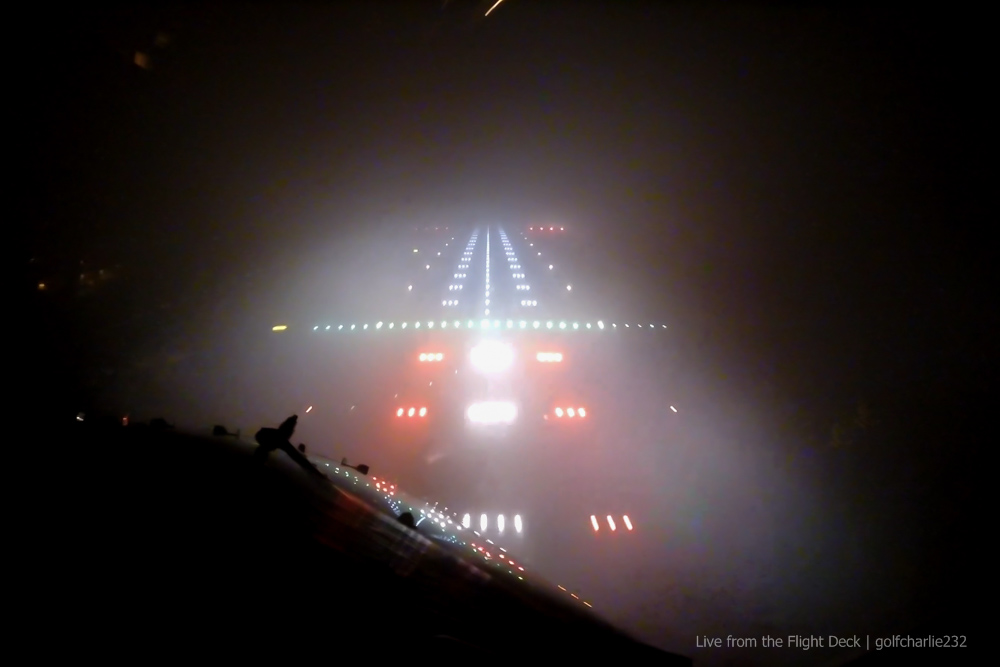
Aproximação de precisão Categoria IIIA (CAT IIIA). Data:2015-04-26. Autor:golfcharlie232

Instrument meteorological conditions (IMC) ou condições meteorológicas de voo por instrumentos é o termo utilizado em aviação para informar que as operações aéreas devem acontecer normalmente através das regras IFR ou por Instrumentos (a exceção é o voo VFR especial). Em oposição ao IMC há o VMC.
Deve-se lembrar que só existe IMC quando o grupo de nuvens apresentado na mensagem METAR está abaixo de 1500 pés de altura (valor menor que 015) e a quantidade de nuvens está cobrindo mais do que 5/8 do céu (BKN ou OVC). Outra situação de condições IMC é quando a visibilidade está abaixo de 5000 metros.
Ex de METAR com condições IMC:
- METAR SBBI 211600Z 04005KT 9999 SCT008 BKN011 18/13 Q1019= (Nuvens de 5 a 7/8 abaixo de 1500 pés)
- SBJV 211600Z 01008KT 3000 BR SCT010 SCT035 21/20 Q1018= (Visibilidade inferior a 5000 metros devido a névoa úmida)

Exemplo ANAC:
- Aproximação de precisão Categoria IIIA (CAT IIIA): Significa uma aproximação de precisão por instrumentos e pouso com uma DH inferior a 30 m (100 pés) ou sem DH e um RVR não inferior a 175 m. (https://www2.anac.gov.br/anacpedia/por-por/tr3513.htm)